# 約翰·英格爾斯
約翰·英格爾斯（1842年1月6日—1919年10月2日）又譯約翰·英格斯，是一位英國海軍軍官。他曾在歐、美、亞三洲的艦隊上服役，艦種包括護衛艦和鐵甲艦，並曾擔任砲艇及戰鬥補給艦艦長。他於1882年6月晉升為英國海軍上校，1883年就讀於格林威治皇家海軍學院。他於1887－1893年間應聘到日本海軍大學校任教，並擔任日本海軍顧問。他為日軍制定戰術，採用高速軍艦配備舷侧速射炮，以單縱陣發揮火力。日軍後來在甲午戰爭的大東溝海戰用此一戰術大敗北洋水師。
他於1897年5月以英國海軍少將退役，1919年10月2日於英格蘭去世。

## 生平
1842年1月6日，他出生於英國倫敦漢斯廣場。1855年10月11日，他成為海軍學員。

### 服役英國海軍

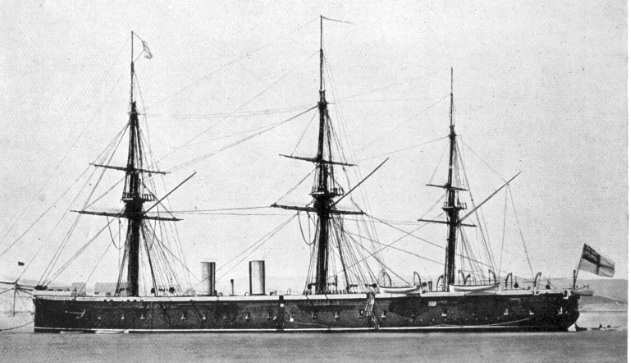
阿喀琉斯號鐵甲巡防艦

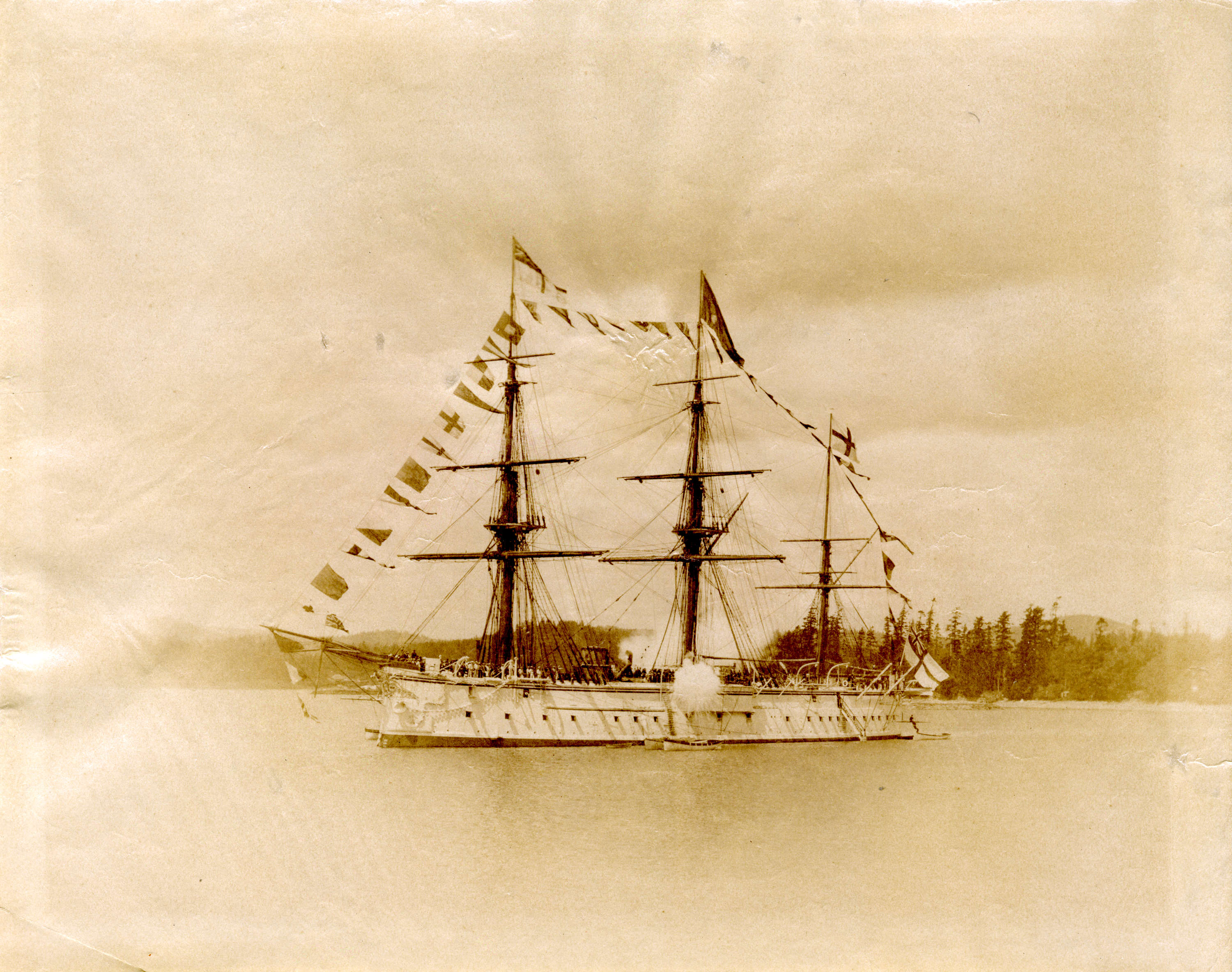
凱旋號鐵甲艦

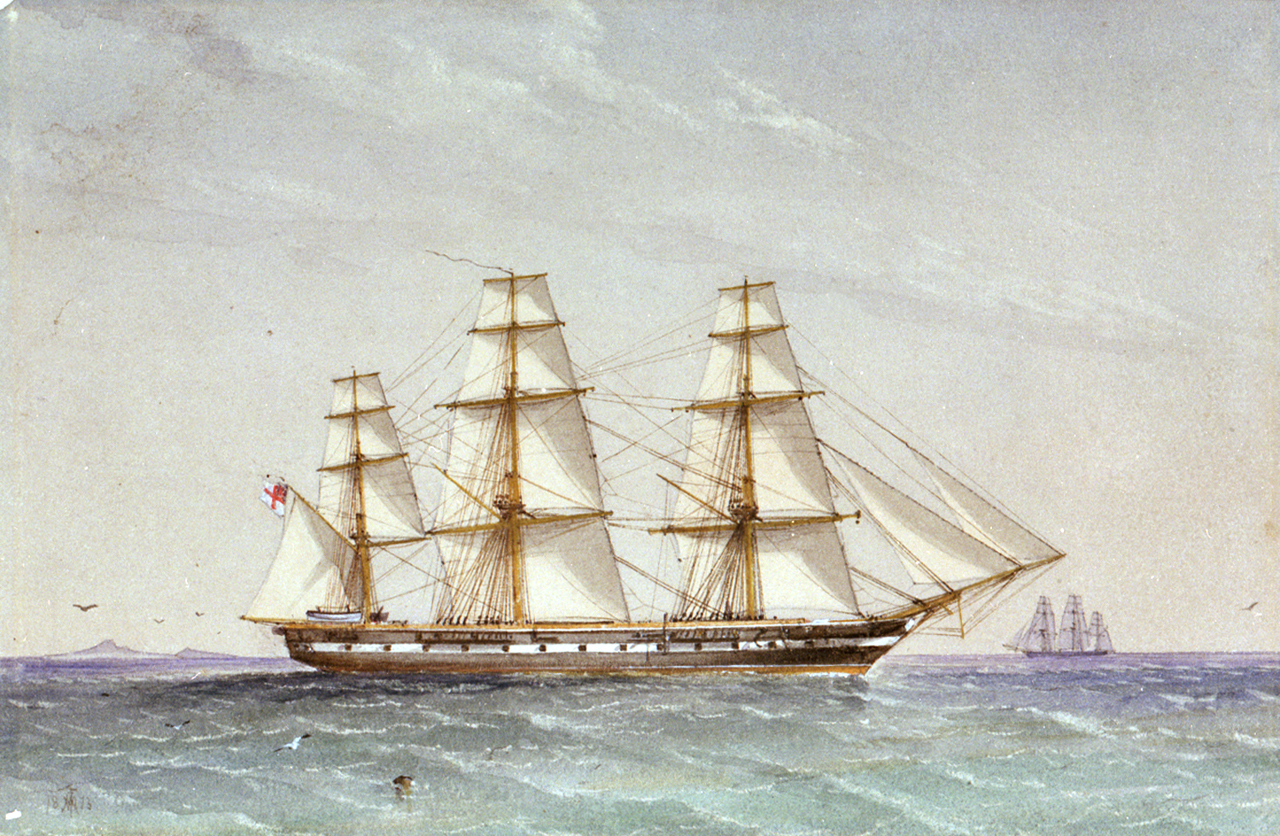
恩底彌翁號護衛艦

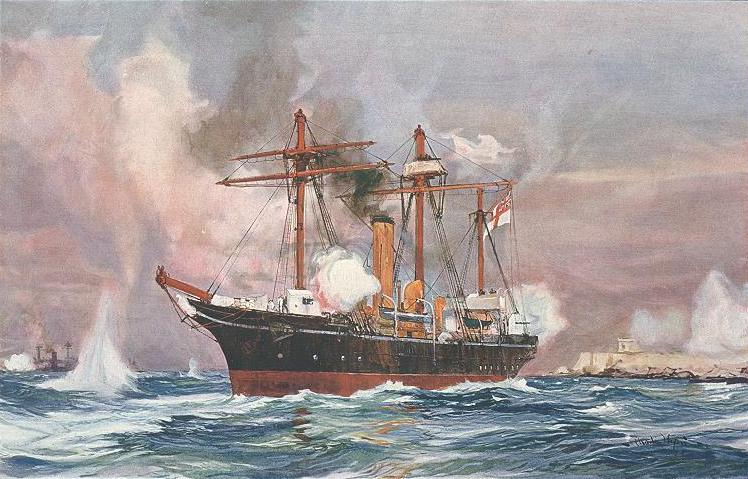
與「獅鷲」號同級的「鷲」號砲艇

1861年1月7日，他佔海軍中尉缺；1861年8月9日，他在地中海艦隊的瑪爾斯號二級戰艦（標準排水量2,573噸）上佔海軍上尉缺。
1862年4月17日，他獲委任為砲術上尉。1864年9月14日，他到海峽艦隊新建的阿喀琉斯號鐵甲巡防艦（標準排水量6,121噸）上服務。1865年12月16日，他調到德文港海军基地的劍橋號砲術訓練船（2139噸）上服務。1868年10月28日，他回到改建過的阿喀琉斯號鐵甲巡防艦（標準排水量5,234噸）上服務。1872年9月2日，他晉升為英國海軍中校。1873年3月15日，他到凱旋號鐵甲艦（6,640噸）上工作。1876年12月1日，他到英國海岸防衛隊亨伯河恩底彌翁號螺旋槳護衛艦（3,197噸）上工作。1879年3月8日，他擔任東印度艦隊鐵脅木殼的步槍兵號砲艇（592噸）艦長。
1881年1月24日，他擔任北美及西印度艦隊鐵脅木殼的獅鷲號砲艇（780噸）艦長。1882年6月30日，他晉升為海軍上校，1883年9月29日，他就讀於格林威治皇家海軍學院。1886年1月1日，他擔任協助號戰鬥補給艦（2,500噸）艦長。

### 應聘日本海軍
1887年，日本海軍大臣西鄉從道訪英期間，聘請他赴日擔任新成立的海軍大學校首任洋教習。英國原先允許他休假三年，應日本海軍的要求，允許他再次休假三年為日本服務。
日本將他當成活的百科全書，並透過他從英國獲得各種海軍知識。當日本國內爭論要不要買鐵甲艦的時候，他反對購買，但日本還是選擇採購鐵甲艦。琅威理提督訓練北洋水師採用當時最先進的夾縫雁行陣，他則訓練日本採用單縱陣的戰術，以航速優勢控制與敵艦隊的距離，以舷側速射炮發揮火力優勢。日軍後來在大東溝海戰用此一戰術大敗北洋水師，縱陣戰術也成為世界海軍戰術的主流。日本海軍在此後數十年奉行他所提倡的「航速、火力、砲術」戰術原則。

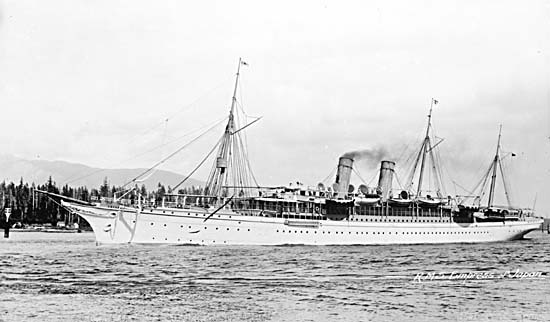
日本皇后號郵輪

1893年10月，他全家搭乘日本皇后號郵輪回英國，行前日本天皇與皇后接見了他們夫婦。日本舉行了盛大的歡送儀式，將星雲集，感謝他對日本的服務，送行大員包括海軍大臣西鄉從道、前海軍大臣仁禮景範、海軍大學校校長中牟田倉之助等將軍，橫須賀鎮守府司令長官井上良馨中將，宮內廳的三宮義胤（後封男爵，其妻是英國人）等人，英國的中國艦隊司令埃德蒙·佛萊曼特上將也趕到船上送行。

### 回英國後

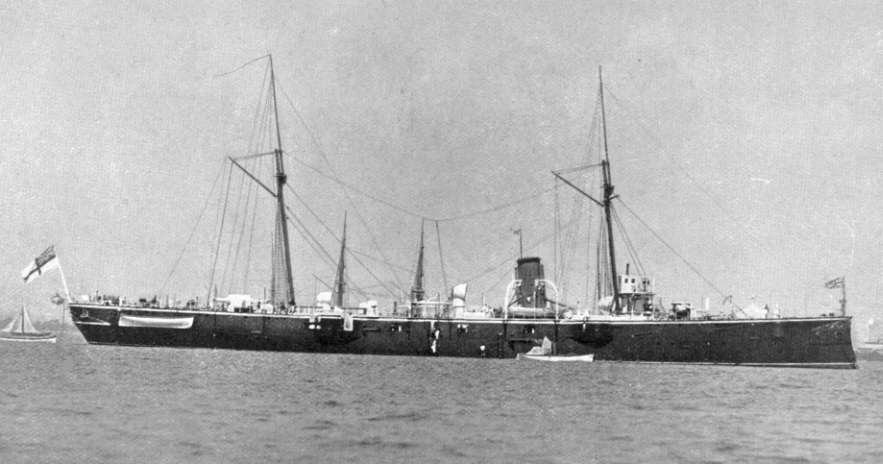
梅西號防護巡洋艦

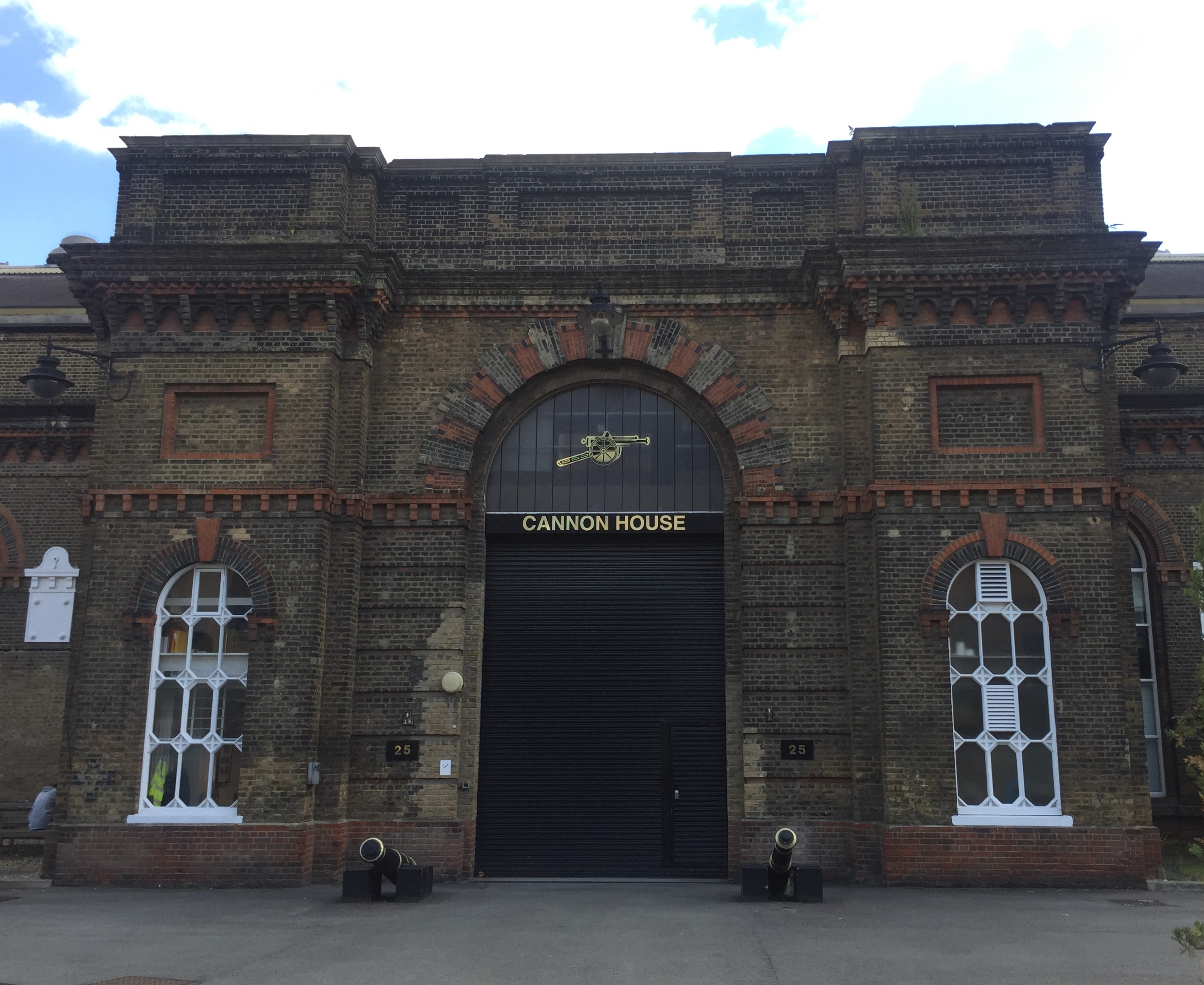
皇家兵工廠

1894年2月5日，他擔任梅西號防護巡洋艦（4,050噸）艦長。1894年7月，他擔任皇家兵工廠廠長。1895年1月到1897年1月，他擔任維多利亞女王的海軍副官。他退役後於1897年5月晉升為海軍少將。:635
1919年10月2日，他於英格蘭漢普郡去世。

## 著作與觀點
他在日本海軍大學校第三期（1890-1891年）的講義於1892年出版為《海軍戰術講義錄》，1894年再版增加第二、四期的講義，其中有單縱陣與橫陣對抗的範例，指出橫陣有轉向困難、易於混亂的缺點，並提出了縱陣克制橫隊的戰術。
豐島海戰後，帕爾默爾公報於1894年8月18日刊出他的看法，表示日本海軍軍官信奉美國海軍上校馬漢的制海權理論，預測日軍採取的戰術可能是封鎖直隸灣，阻止清軍從海上增援朝鮮，並在北朝鮮阻擊清軍陸上增援，使得日軍增援快於清軍。至於8月10日聯合艦隊迫近威海，由於日本十分珍惜其軍艦，忌憚威海的砲台，此舉只是武裝偵察，並非準備強攻北洋水師的基地。
1904年日俄戰爭的旅順口海戰期間，他發表評論，認為日本年輕海軍軍官可能比除了英國之外的任何歐洲國家軍官優秀。十年前的威海衛之戰，日軍就在非常不利於使用魚雷的情況下，擊沈北洋水師的鐵甲艦。旅順要塞雖然堅固，俄軍一旦被困在港內，遭砲擊時港內空間不足，已經陷入死地。

## 榮譽
他於1893年獲日本政府頒發勳二等瑞寶章。:766

## 家庭
他於1866年1月與凱瑟琳·索菲亞·格蘭妮結婚。兩人有3子3女。次女凱瑟琳·英格爾斯嫁給英國陸軍准將威爾弗雷德·埃勒肖。
次子約翰·亞歷山大·英格爾斯（英語：John Alexander Ingles，英國檔案稱以免與其父混淆。1875年7月27日－1934年4月20日）是英國海军上校，1913年12月1日被任命為天馬號防護巡洋艦的艦長。
第一次世界大戰期間，德國小巡洋舰柯尼斯堡號於1914年9月20日在尚吉巴海戰中砲擊進港維修無力還擊的天馬號，他被迫降旗投降，天馬號被擊沈。

## 註解
1. 1 2  退役後從上校晉升為少將
2. ↑  鐵脅木殼船是以鐵作船架支撐，以木制船體的一種船。在海軍史上，它是全木質船向全鋼船發展過程中的一種過渡造船方式。[15]

## 外部連結
- 英國國家檔案館檔案 （页面存档备份，存于）
- 《海軍戦術講義録》明治25年版 （页面存档备份，存于）、明治27年版 （页面存档备份，存于）